# Servicio Alemán de Intercambio Académico
El Servicio Alemán de Intercambio Académico (en alemán: Deutscher Akademischer Austauschdienst), también conocido por su acrónimo en alemán «DAAD», es el organismo nacional alemán dedicado a promover el intercambio académico entre universidades alemanas con universidades de otros países. Creado en 1925, fue disuelto en 1945 y refundado en 1950. Su oficina central está ubicada en Bonn, Alemania.
El organismo ofrece becas basadas en mérito a estudiantes universitarios y científicos, a través de convenios con distintas universidades del mundo.